# 滨海路街道
滨海路街道，是中华人民共和国山東省烟台市莱山区下辖的一个乡镇级行政单位。

## 行政区划
滨海路街道下辖以下地区：
金桥社区、北贺社区、花都社区、东兴社区、于家滩社区、孔家滩社区、三十里堡社区、杨家台社区、东轸社区、大庄村、邹家村、房家村、莱龙庄村、盛水庄村和西轸格庄村。

## 人口
2010年中国第六次人口普查时，滨海路街道共有人口55992人。共有家庭12754户，平均每户2.51人。14岁以下的少年儿童共4643人，占总人口8.292%；15-64岁人口共48876人，占总人口87.29%；65岁及以上的老年人共2473人，占总人口的4.416%。男性共计28380人，占总人口50.68%；女性共计27612，占总人口49.31%。本地居住的人口中，拥有本地户籍的人口为21445人，占38.30%。